# Missions jesuïtes de Chiquitos
Les missions jesuítiques de Bolívia, també anomenades reduccions, van ser pobles missionals fundats per la Companyia de Jesús amb la finalitat d'evangelitzar la regió, en el que actualment és l'estat de Bolívia.

## Història
La colonització d'Amèrica va ser empresa per sacerdots de diferents ordes religiosos, que van dur a terme una àmplia tasca evangelitzadora. Entre les missions d'aquestes ordres van destacar les dels jesuïtes i la dels franciscans, així com la seva tasca en la Chiquitania Boliviana.
La Companyia de Jesús, sota el comandament d'Ignasi de Loiola i per mandat del papa Pau III, va emprendre al març de 1540 la tasca de fundar reduccions i evangelitzar a les terres del Nou Món així com la incursió i descobriment de nous dominis. A Bolívia va influir fortament la recerca d'El Dorado, o el Gran Paitití, denominatius d'una mítica ciutat d'or.
A finals del segle xvii va començar la creació de les missions jesuïtes en el territori bolivià, essencialment a les regions de Chiquitos, al nord del departament de Departament de Santa Cruz, i en Moxos, situat en el territori del departament de Beni. Primer es va fundar la Missió de Sant Francesc Xavier el 1691, pel jesuïta José de Arce. Seguidament es va crear la Missió de San Rafael el 1696, deguda als jesuïtes Zea i Herbes. Posteriorment, el 1698 el jesuïta Felip Suárez va fundar laMissió de Sant Josep. La Missió de Sant Joan Baptista data de 1699, i la Missió de Concepción de 1709. La Missió Sant Ignasi de Zamucos va ser creada el 1724, sent abandonada a 1745. Posteriorment es van fundar la Missió de Sant Ignasi el 1748, la Missió de Santiago el 1754, i finalment les últimes en fundar-se van ser la Missió de Santa Anna a 1755 i la Missió de Sant Cor el 1760.
L'evangelització mitjançant l'ús de la música renaixentista i barroca va tenir gran acollida en l'època i que s'ha desenvolupat consecutivament fins a l'actualitat, deixant un llegat propi.
A 1767, la Companyia de Jesús va ser expulsada d'Espanya i Amèrica, quedant la seva tasca incompleta i abandonada. Encara que a l'Argentina, Paraguai i Brasil la feina feta va desaparèixer notablement, a Bolívia però l'obra es va mantenir i es va desenvolupar durant generacions fins a l'actualitat.
Les «Missions jesuítiques del Chiquitos» van ser declarades el 1990 Patrimoni de la Humanitat per la UNESCO. Assenyala la UNESCO que, entre 1696 i 1760, sis conjunts de reduccions (assentaments d'indis cristianitzats) inspirats per les ciutats ideals dels filòsofs del segle xvi, van ser fundades pels jesuïtes en un estil que unia l'arquitectura catòlica amb les tradicions locals. Les sis que queden (San Francisco Javier, Concepció, Santa Anna, San Miguel, San Rafael i San José) són un patrimoni viu en l'anterior territori del Chiquitos.
Tant les autoritats bolivianes com a organitzacions sense ànim de lucre duen a terme el llançament turístic de la zona mitjançant el Festival de Música renaixentista i Barroca de Chiquitos.

## Economia

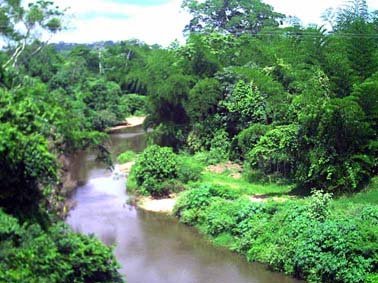
Riu Quizer, entre San Javier i San Ramon

Tant en l'època de la colonització com en l'actualitat, la regió de la Chiquitania s'ha dedicat per complet a l'agricultura,la ramaderia, l'artesania, el treball del cuir i dels teixits.
En l'actualitat, la ramaderia s'ha desenvolupat àmpliament, així com el processament de la llet de manera industrial a una planta industrial. L'artesania i el turisme estan molt relacionats des del llançament de les missions jesuïtes de la Chiquitania realitzat a mitjans del 2004, amb projecció cap al 2016.
Els missioners varen incentivar als vilatans a desenvolupar les seves habilitats en l'agricultura i la ramaderia, fomentant les arts manuals com el teixit, l'orfebreria, ferreria, fusteria, escultura i pintura i la construcció d'instruments musicals.

## Arquitectura

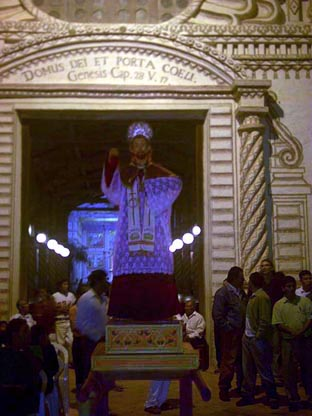
Senyor de Sant Xavier.

Els cànons arquitectònics i la distribució espacial de les missions van seguir esquema que va ser repetit amb certes variacions en la resta de les reduccions missionals. La Missió de Sant Xavier va ser la base d'aquest estil d'organització, una estructura modular i una àmplia plaça d'entorn, en la qual es concentraven l'església, el cementiri, les escoles, els tallers i els habitatges.
El pare suís Martin Schmid va ser l'arquitecte i músic creador de les esglésies missionals, amb un estil barroc mestís. En la construcció destaca l'ús dels materials naturals del lloc com la fusta, que es va usar en les columnes tallades, els púlpits i cajonerías, i els altars banyats en or. El tallat de les imatges va ser una tasca mestissa que va continuar fins a l'actualitat en tallers de formació.
L'església, composta de tres naus, té un sostre forjat de fusta senzilla, sostingut per columnes de fusta Cuchi llaurada, i Horcones a les naus laterals, amb un sistema estructural de fusta gairebé independent dels murs. Aquest tipus de fusta té una gran resistència. Altres elements, com el guix, es van usar en els decorats de reboques plans, ondulats i falsos per assemblar a la construcció barroca mitjançant volutes, sanefas i cargols. L'ús de la pedra volcànica és destacat en alguns enclavaments.

## Turisme

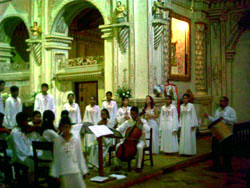
Cor missional

El turisme ha esdevingut una font important d'ingressos a la regió, millorant les infraestructures. Destaquen la riquesa cultural del recorregut missional i els festivals de música. Existeixen a més nombrosos atractius naturals, com rius, llacunes, aigües termals, cavernes i cascades.
Des de 1996 i cada 2 anys, es realitza el Festival Internacional de Música renaixentista i Barroca Americana, organitzat per l'Associació Pro Art i Cultura (APAC), una institució sense ànims de lucre. A mitjans de 1975 es va dur a terme la restauració de l'Església de Concepción, durant el qual es van trobar 6.000 partitures de música pertanyents als segles xvii i xviii. Posteriorment, altres 6.000 partitures van ser trobades a Moxos i finalment unes 10.000 a San Xavier. Aquest 2006, el festival va incloure la interpretació de moltes d'aquestes obres. L'evolució del festival és la següent:
El festival és realitzat en diferent places Missionals, fins i tot a la plaça principal de la ciutat de Santa Cruz. Competeixen diferents orquestres de diversos països. Una de les orquestres locals és l'Orquestra Urubichá, integrada per persones natives de les missions i que fan servir instruments manufacturats per ells mateixos, construcció segons els plànols deixats pels missioners jesuïtes.